# Công viên Khủng long tỉnh Alberta
Công viên Khủng long tỉnh Alberta (tiếng Anh: Dinosaur Provincial Park) là một di sản thế giới, nằm ở phía đông của Calgary, Alberta, Canada và cách thành phố Brooks 48 km về phía đông bắc.
Công viên nằm tại thung lũng của sông Red Deer, đáng chú ý do địa hình cằn cỗi nổi bât, một cảnh quan thường được tìm thấy ở khu vực Bắc Mỹ. Công viên nổi tiếng khi là nơi có số lượng hóa thạch khủng long nhiều nhất thế giới. Khoảng 58 loài khủng long đã được phát hiện với hơn 500 mẫu vật đã được khai quật để trưng bày ở các viện bảo tàng trên khắp thế giới. Tập hợp hóa thạch nổi tiếng của hơn 500 loài sinh vật, từ bào tử dương xỉ cho đến những loài khủng long ăn thịt lớn. Do tầm quan trọng về cổ sinh vật và cảnh quan, công viên này đã được UNESCO công nhận là Di sản thế giới năm 1979.

## Lịch sử
Được thành lập vào ngày 27 tháng 6 năm 1955 như là một phần của kỷ niệm 50 năm thành lập tỉnh Alberta với mục đích bảo vệ những hóa thạch cổ sinh vật và cảnh quan nơi đây. Quản lý đầu tiên của công viên này là Roy Fowler (1902-1975), một nông dân và thợ tìm kiếm hóa thạch nghiệp dư.
Công viên được công nhận như một Di sản thế giới được UNESCO vào ngày 26 tháng 10 năm 1979 bao gồm cả vùng đất xấu ven biển, ven sông cùng với đó là tầm quan trọng mang tính toàn cầu về các hóa thạch được tìm thấy tại đây.
Cho đến năm 1985, các hóa thạch được khám phá trong công viên đã được chuyển đến bảo tàng trên khắp thế giới để phân tích khoa học và trưng bày, trong đó có Bảo tàng Hoàng gia Ontario ở Toronto, các Bảo tàng Tự nhiên Canada ở Ottawa, và Bảo tàng Lịch sử tự nhiên ở New York. Điều này sau đó đã thay đổi với việc mở Bảo tàng Khảo cổ học Hoàng gia Tyrrell nằm cách 100 km về phía bắc ở Công viên tỉnh Midland, tiếp giáp với thị trấn Drumheller.

## Tự nhiên
Công viên bảo vệ một hệ sinh thái rất phức tạp bao gồm: đồng cỏ đồng cỏ, vùng đất xấu, và thực vật ven sông. Hệ sinh thái của nó được bao quanh bởi những đồng cỏ độc nhất vô nhị. Sói đồng cỏ là loài phổ biến nhất vào lúc hoàng hôn, cùng với đó là sự có mặt của Ưng đêm. Thỏ, Hươu la, và Linh dương sừng nhánh có thể được nhìn thấy trong công viên; những con Rắn đuôi chuông, Rắn nước và Rắn sọc là các loài bò sát phổ biến. Công viên là nơi có 165 loài chim vào mùa xuân và hè.
Về thực vật, công viên có một số loài xương rồng xa nhất về phía bắc, bao gồm Opuntia và Pediocactus.

## Hình ảnh

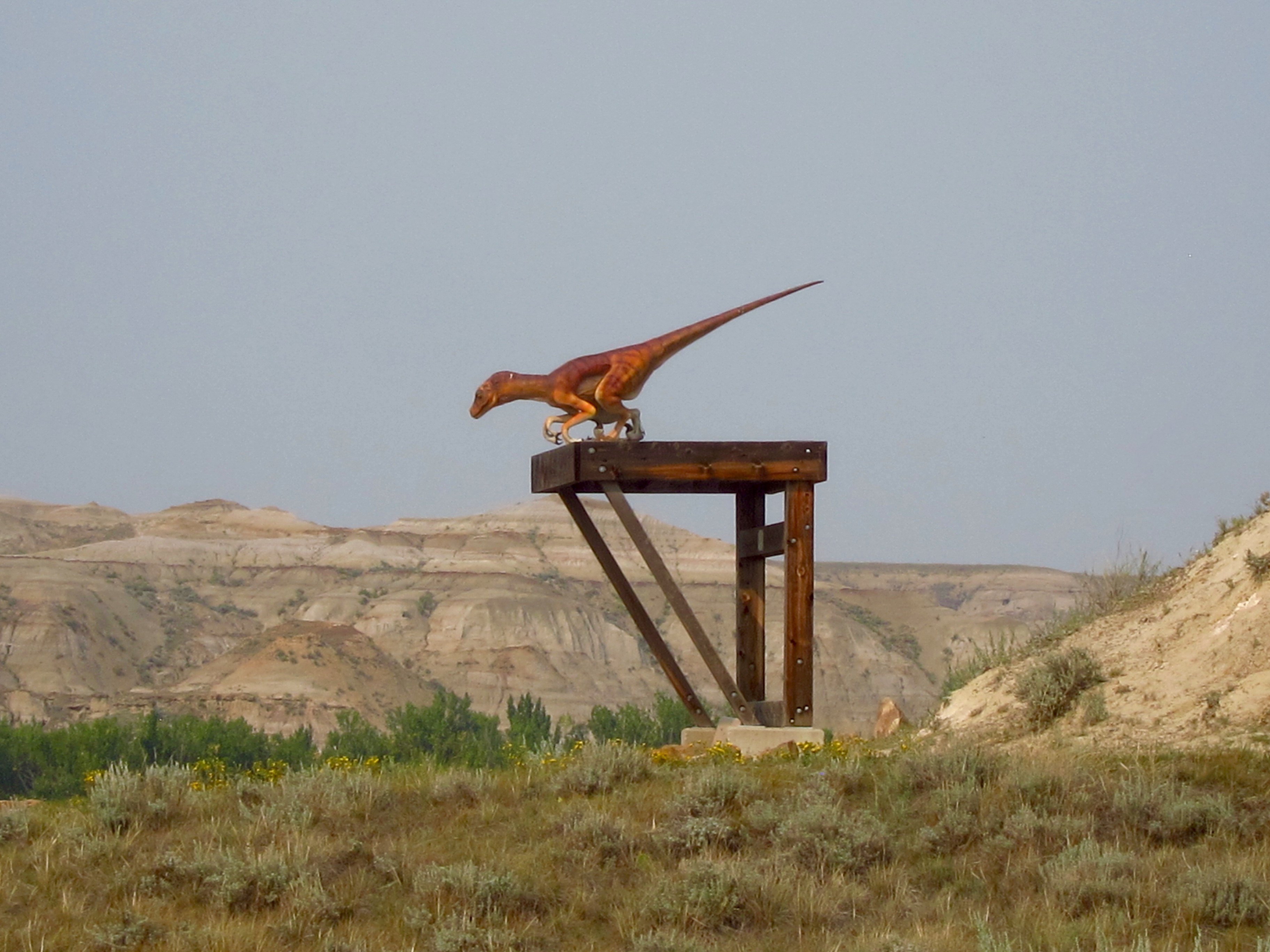
Công viên Khủng long tỉnh Alberta
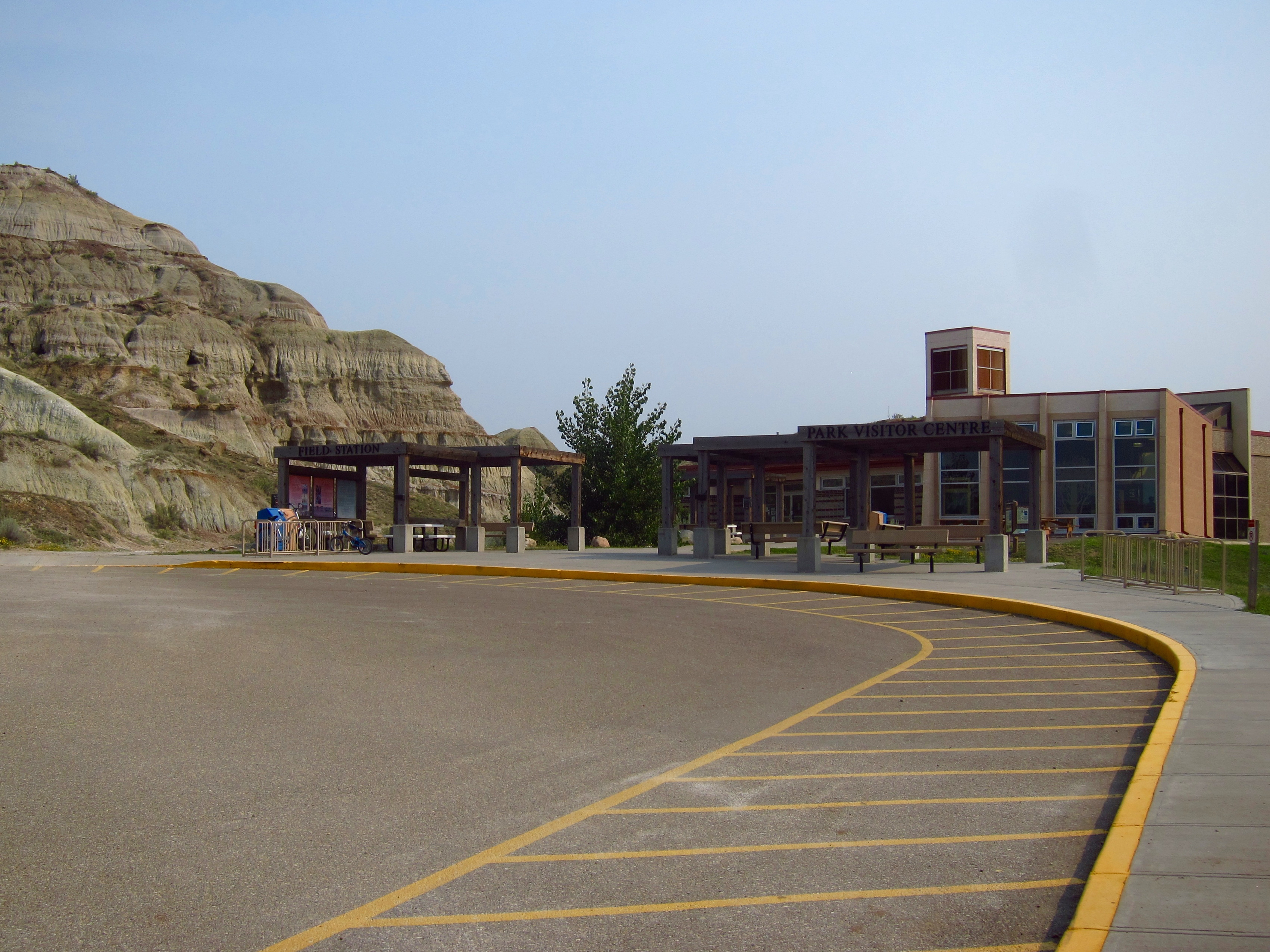
Công viên Khủng long tỉnh Alberta
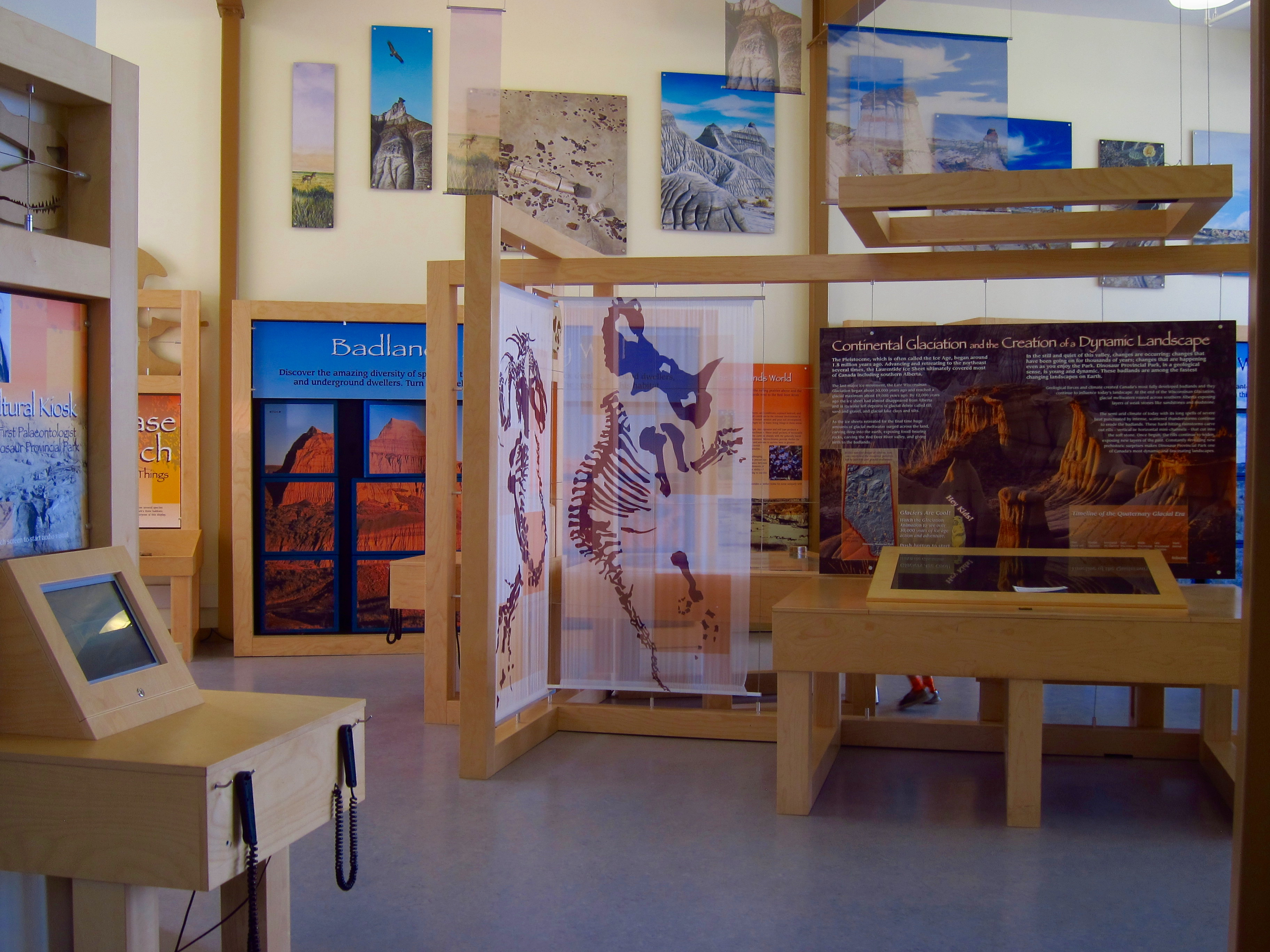
Công viên Khủng long tỉnh Alberta
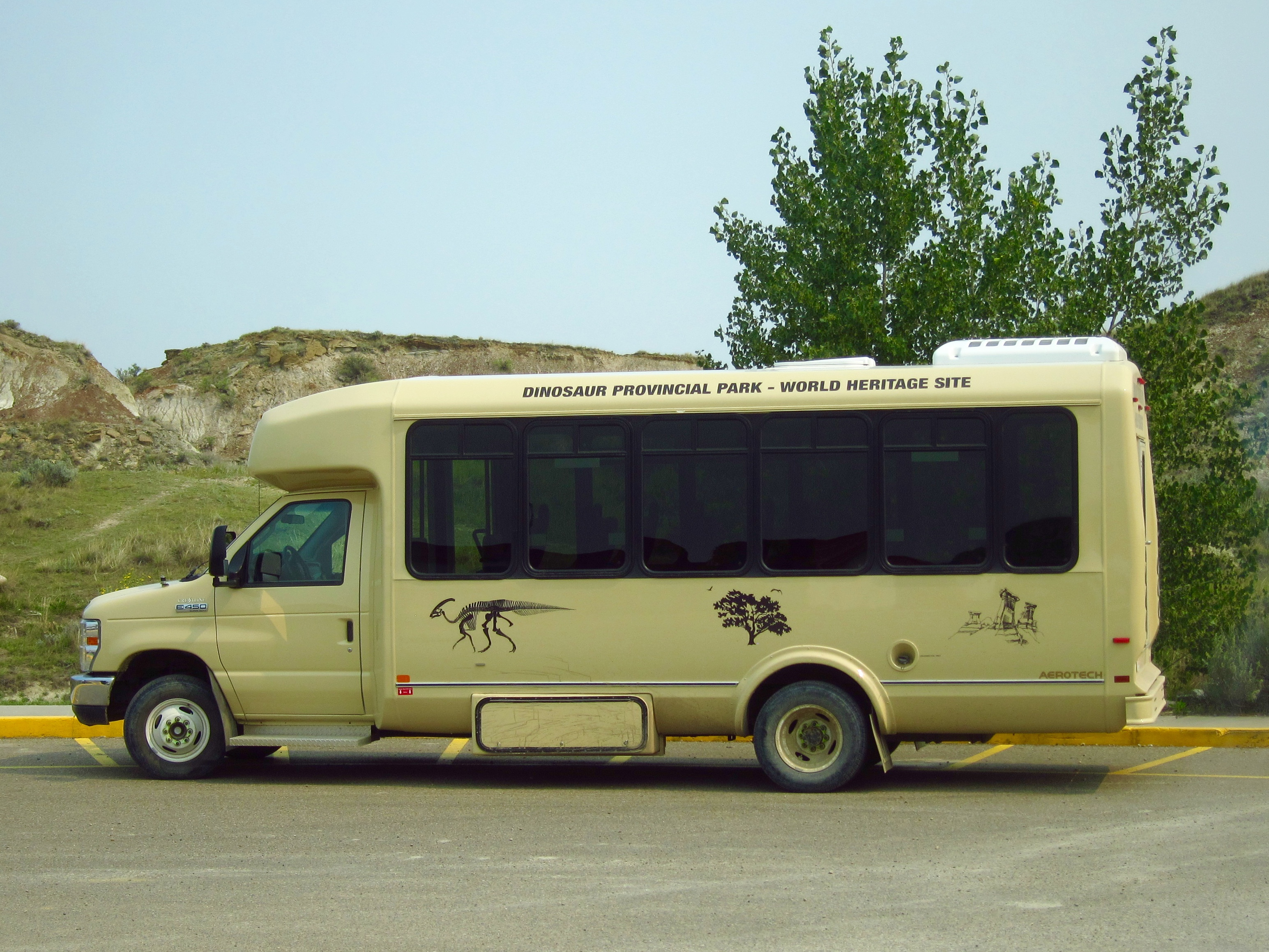
Công viên Khủng long tỉnh Alberta
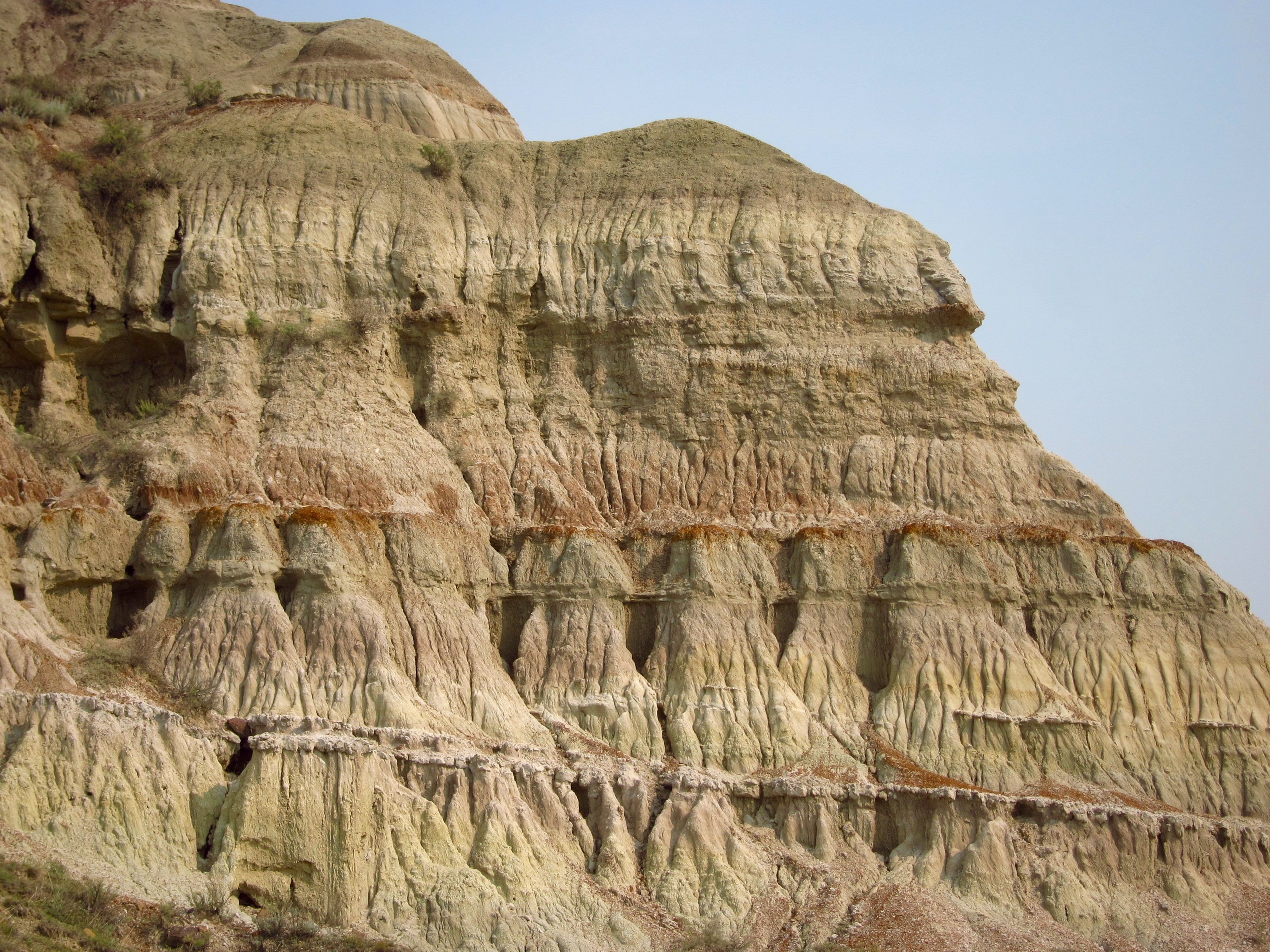
Công viên Khủng long tỉnh Alberta
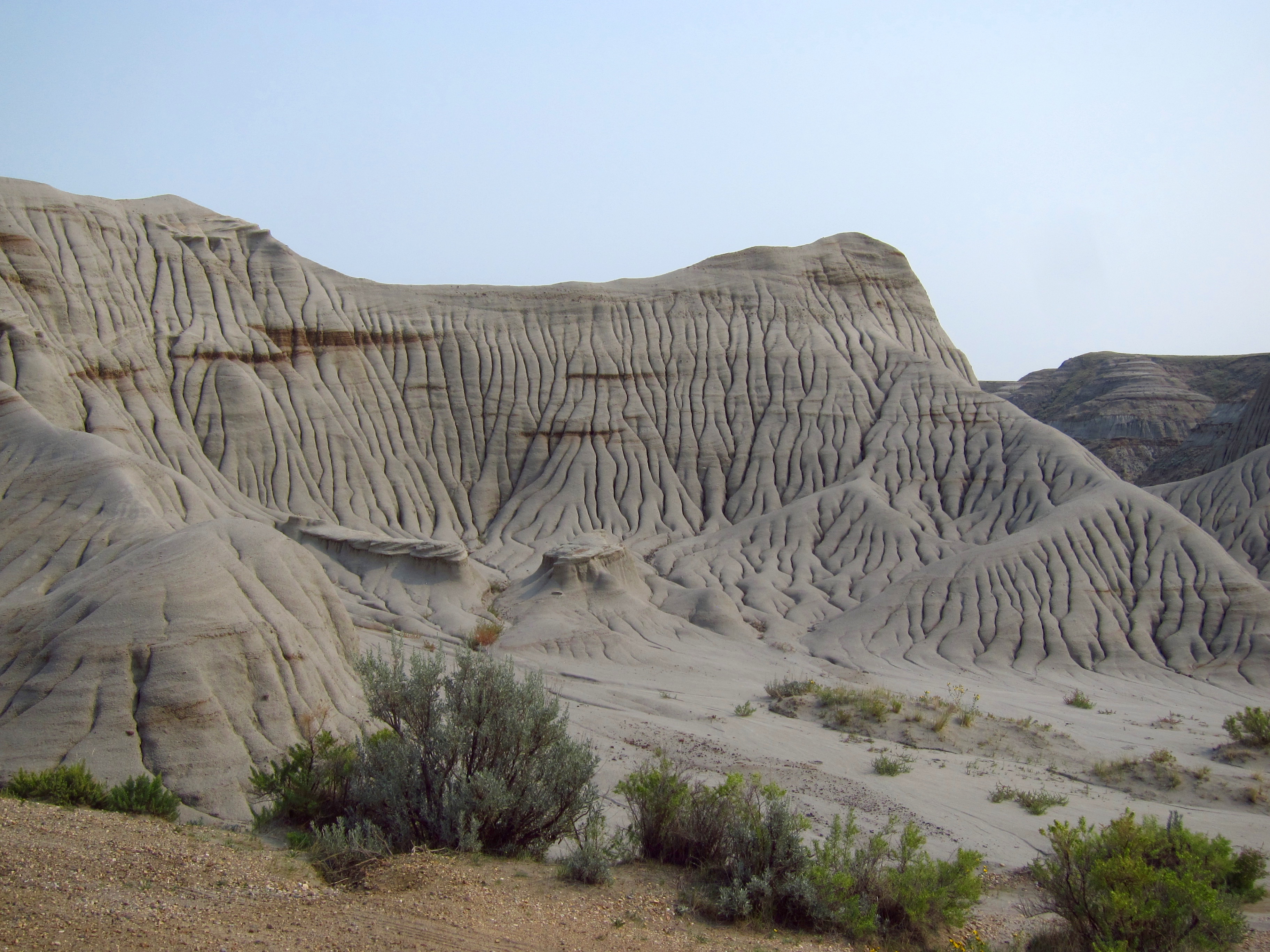
Công viên Khủng long tỉnh Alberta
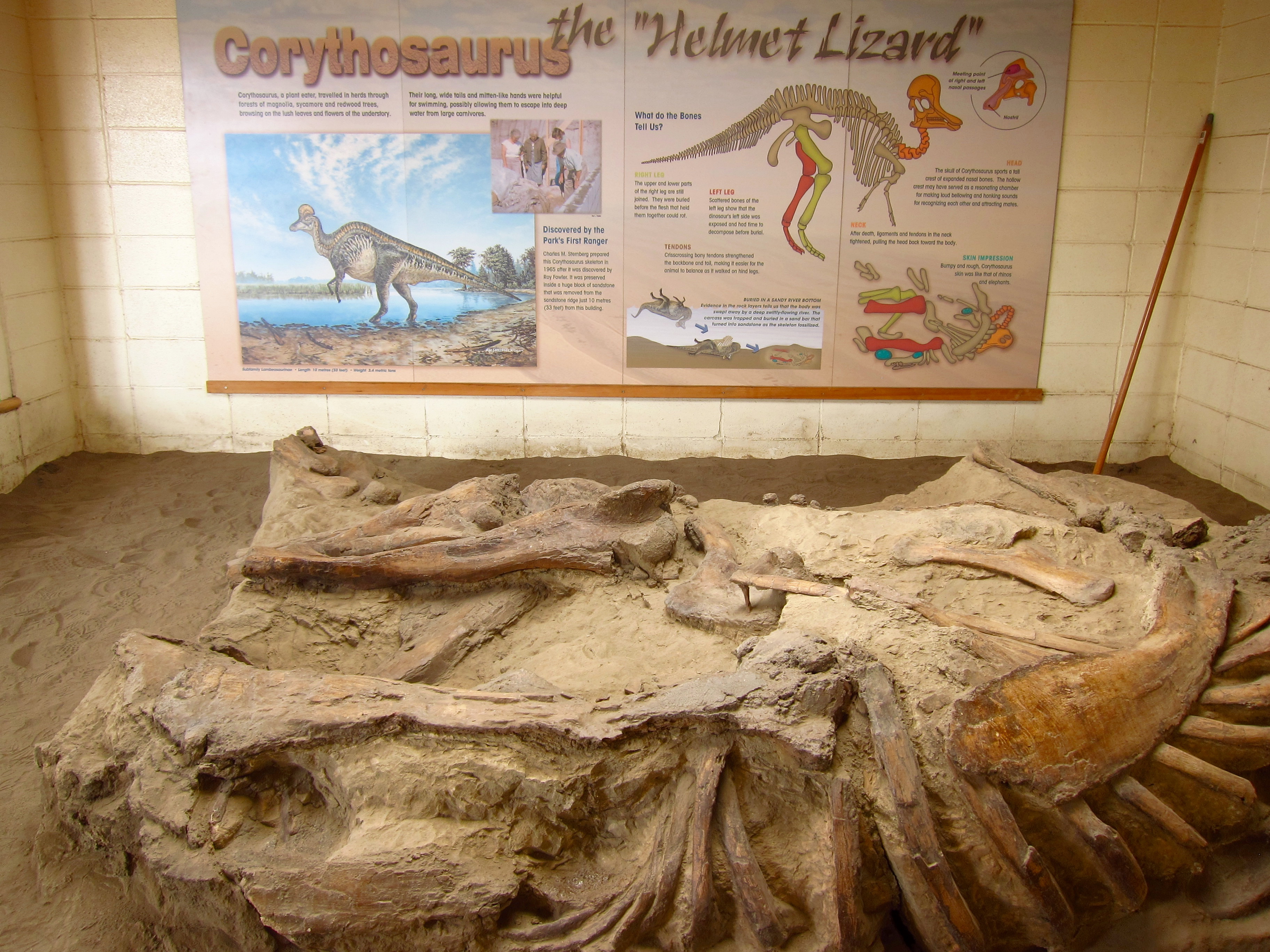
Công viên Khủng long tỉnh Alberta
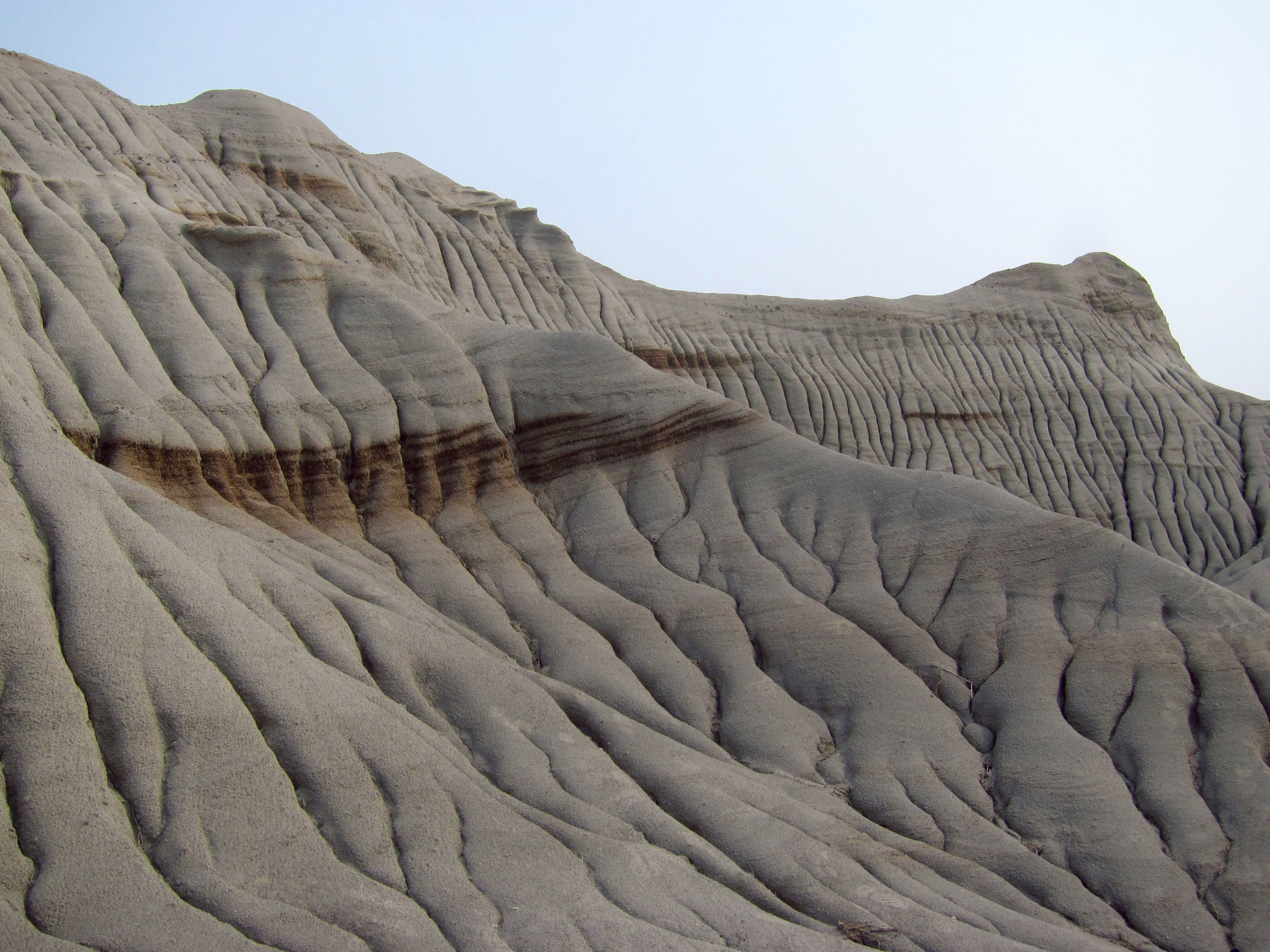
Công viên Khủng long tỉnh Alberta
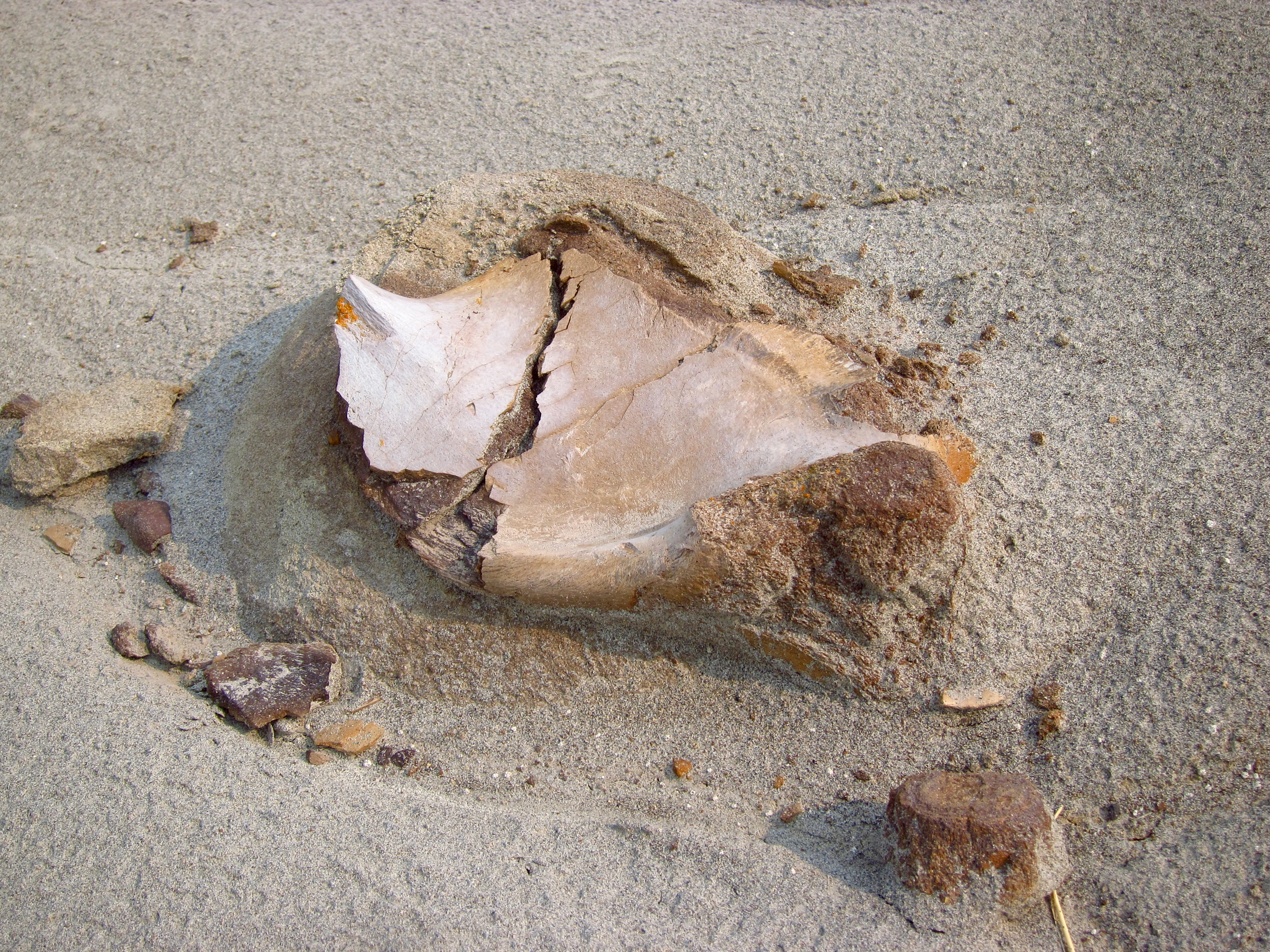
Công viên Khủng long tỉnh Alberta
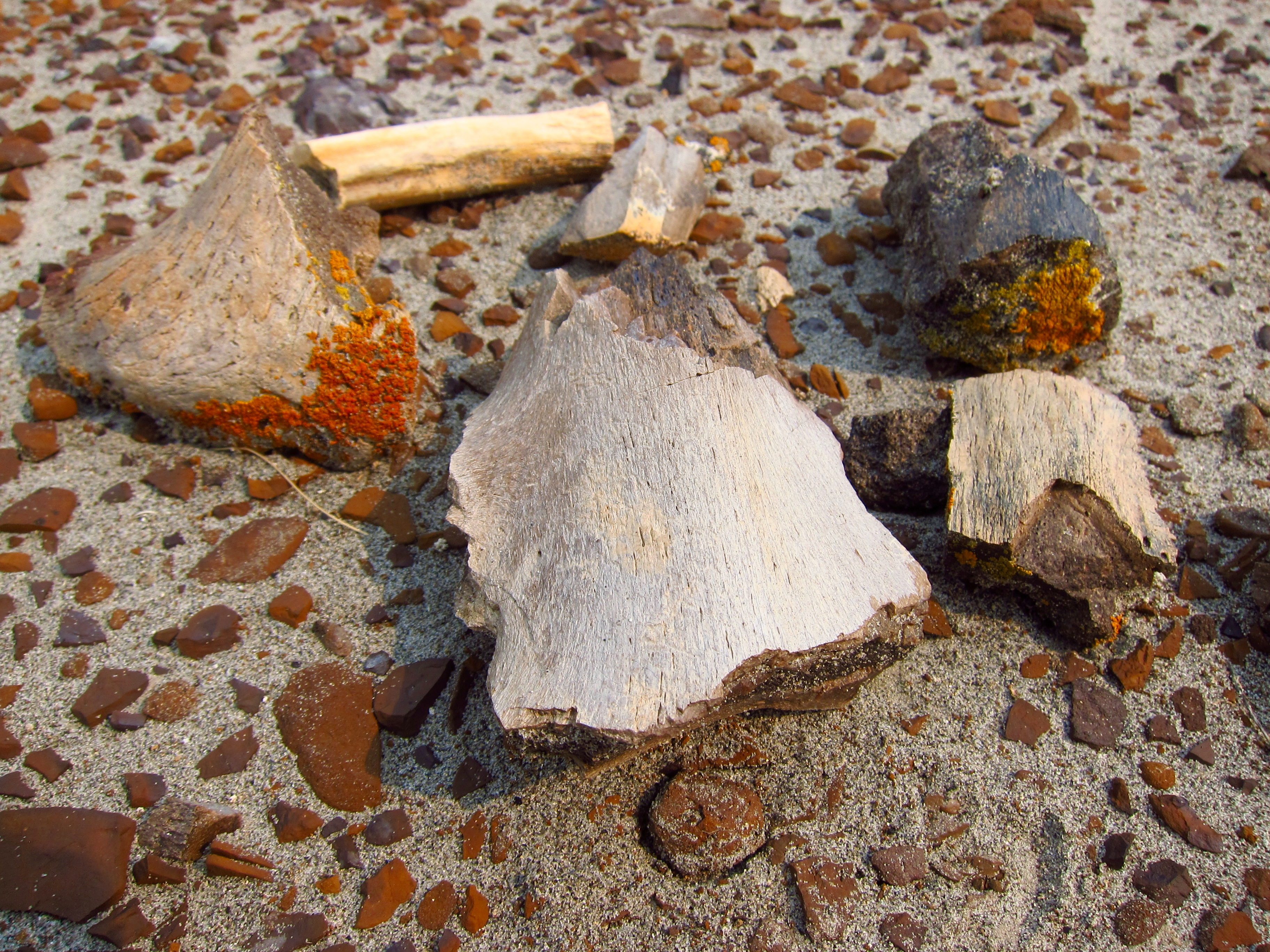
Công viên Khủng long tỉnh Alberta
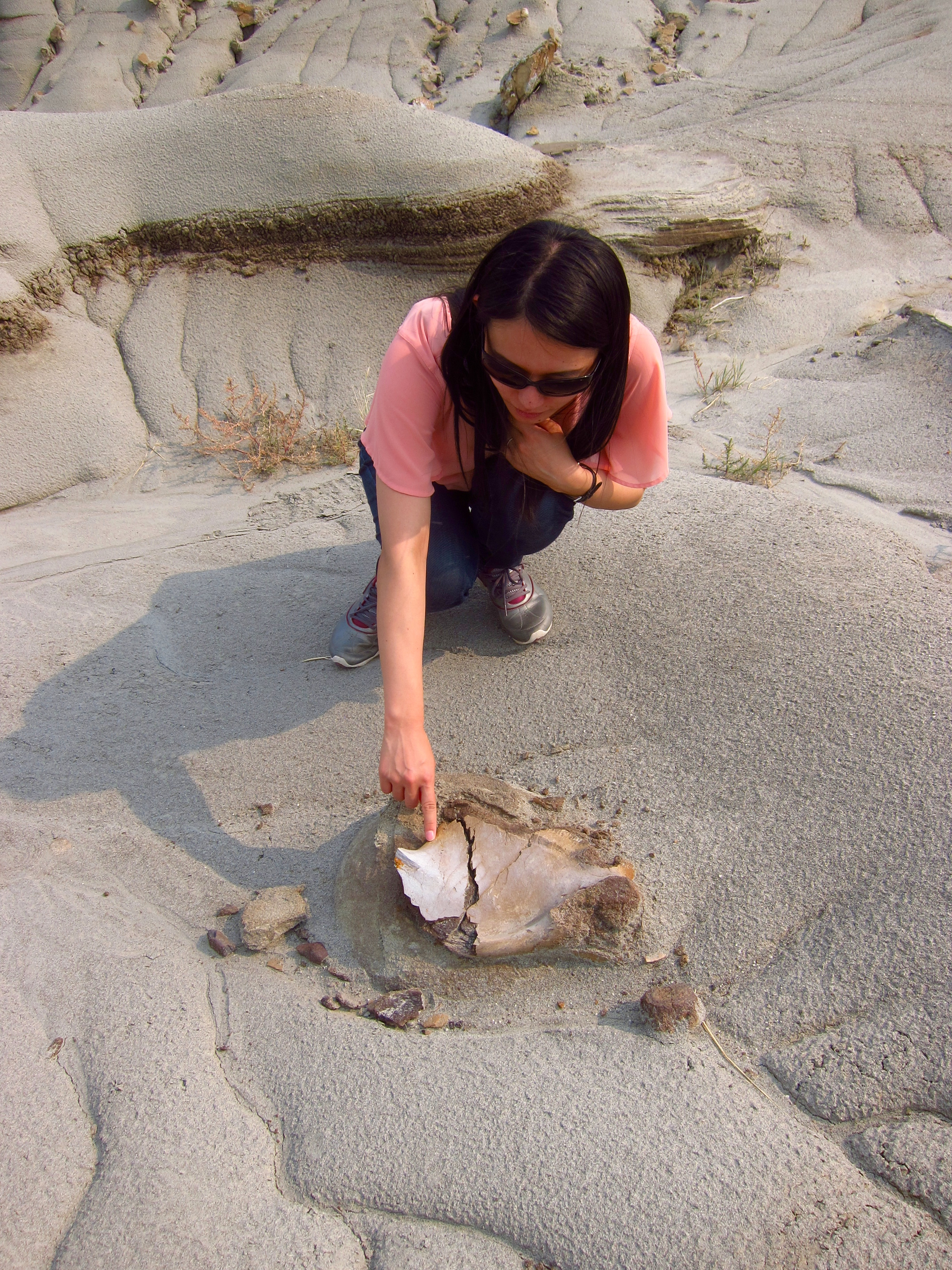
Công viên Khủng long tỉnh Alberta
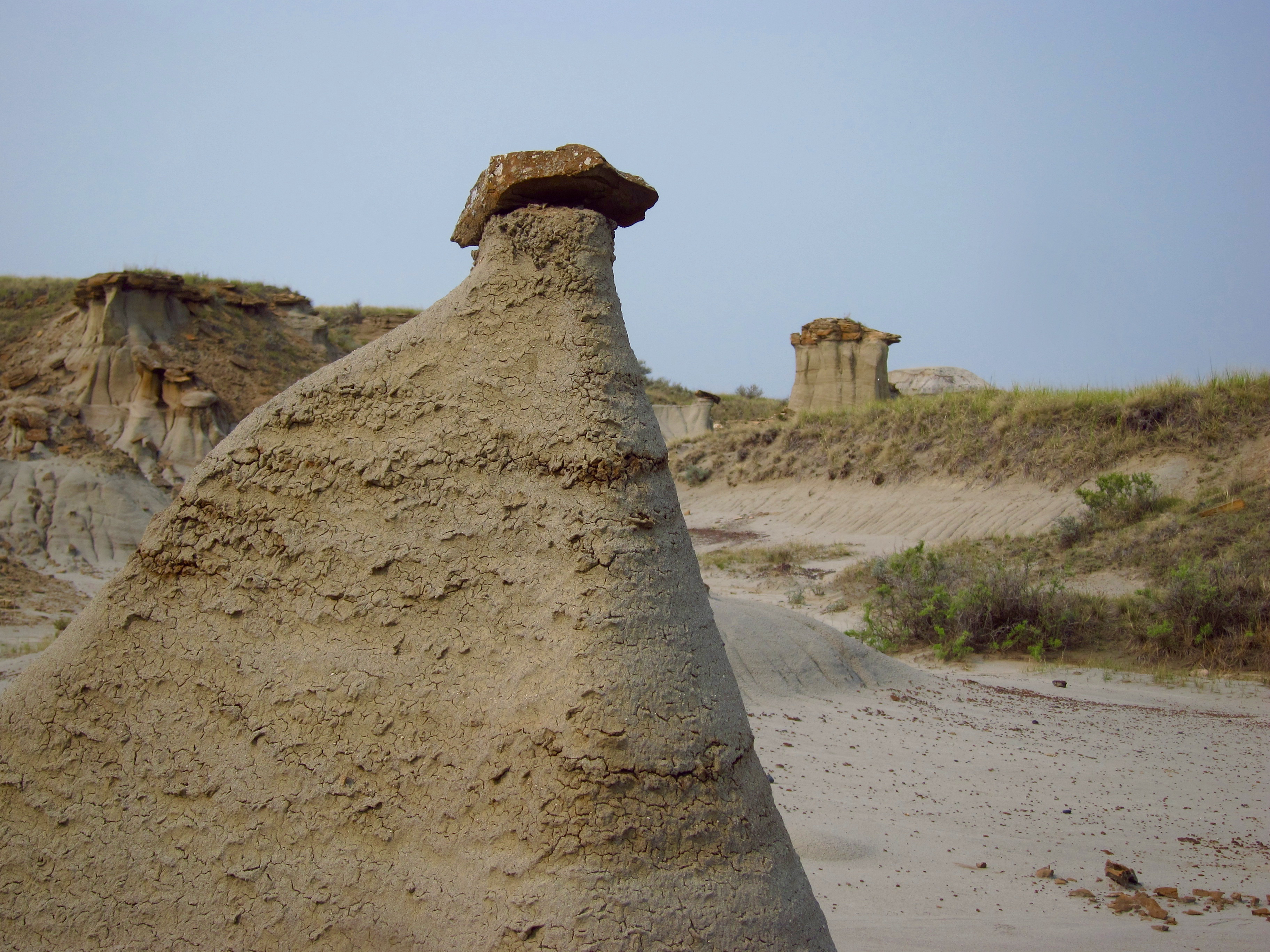
Công viên Khủng long tỉnh Alberta
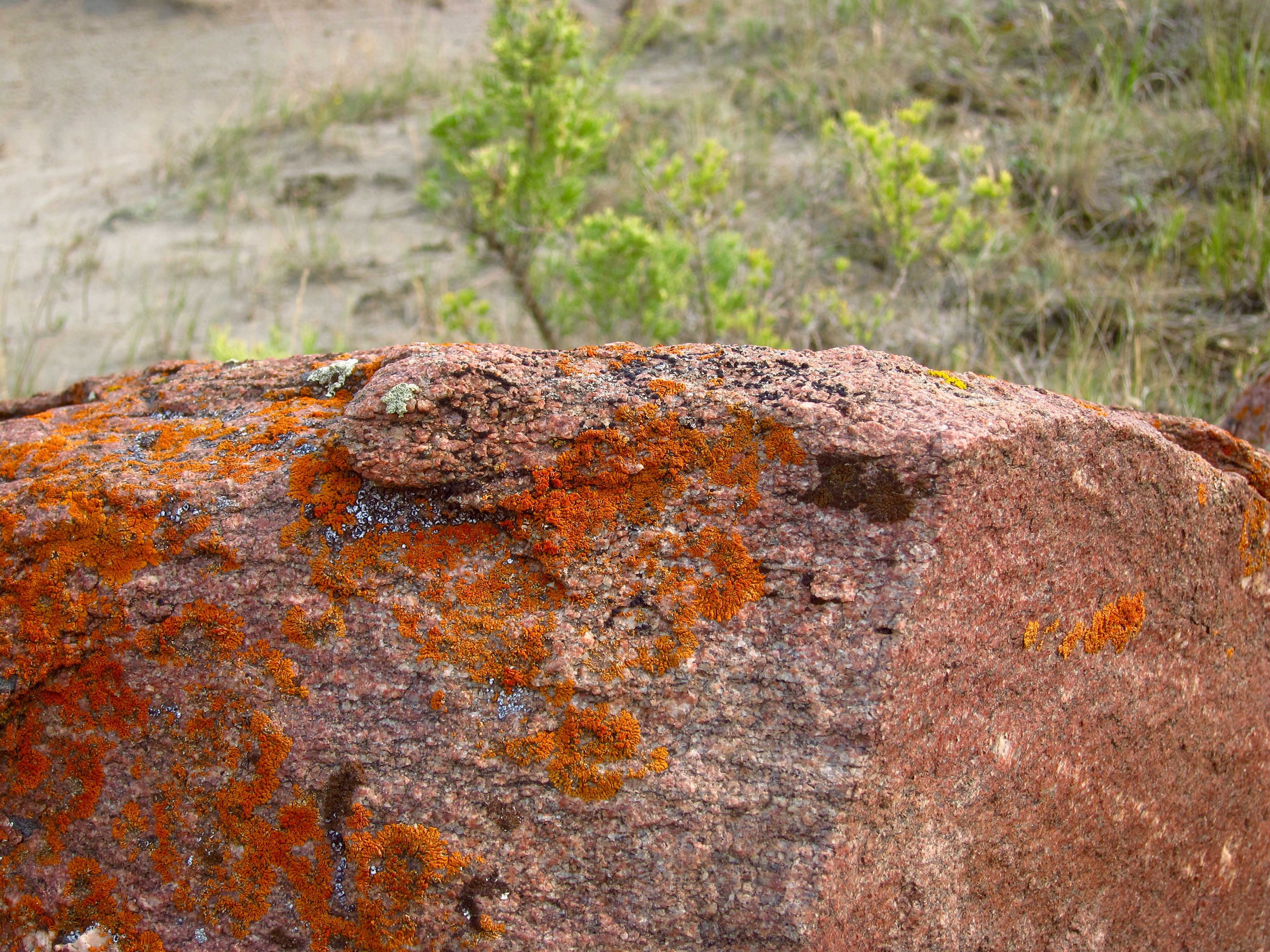
Công viên Khủng long tỉnh Alberta
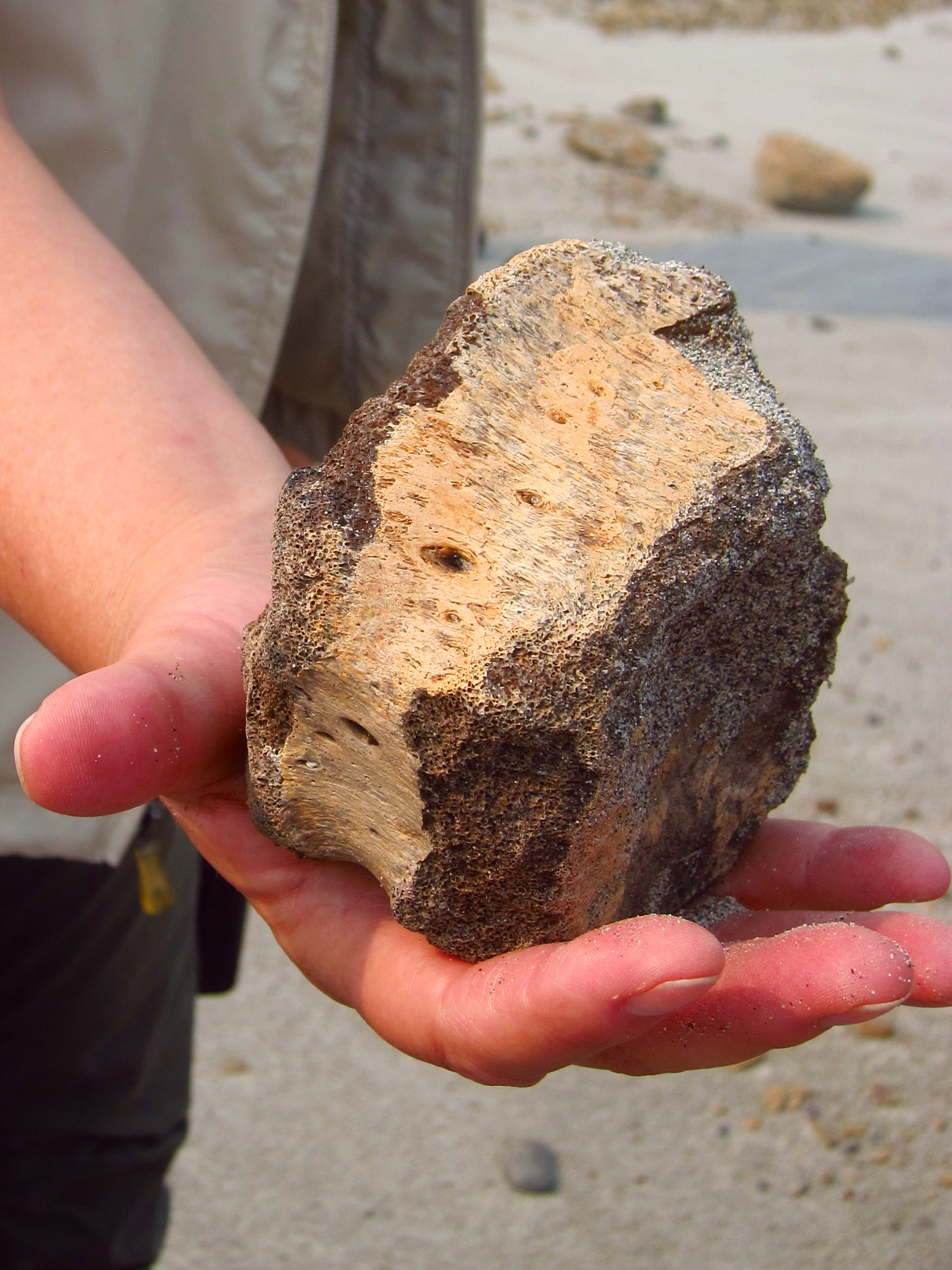
Công viên Khủng long tỉnh Alberta
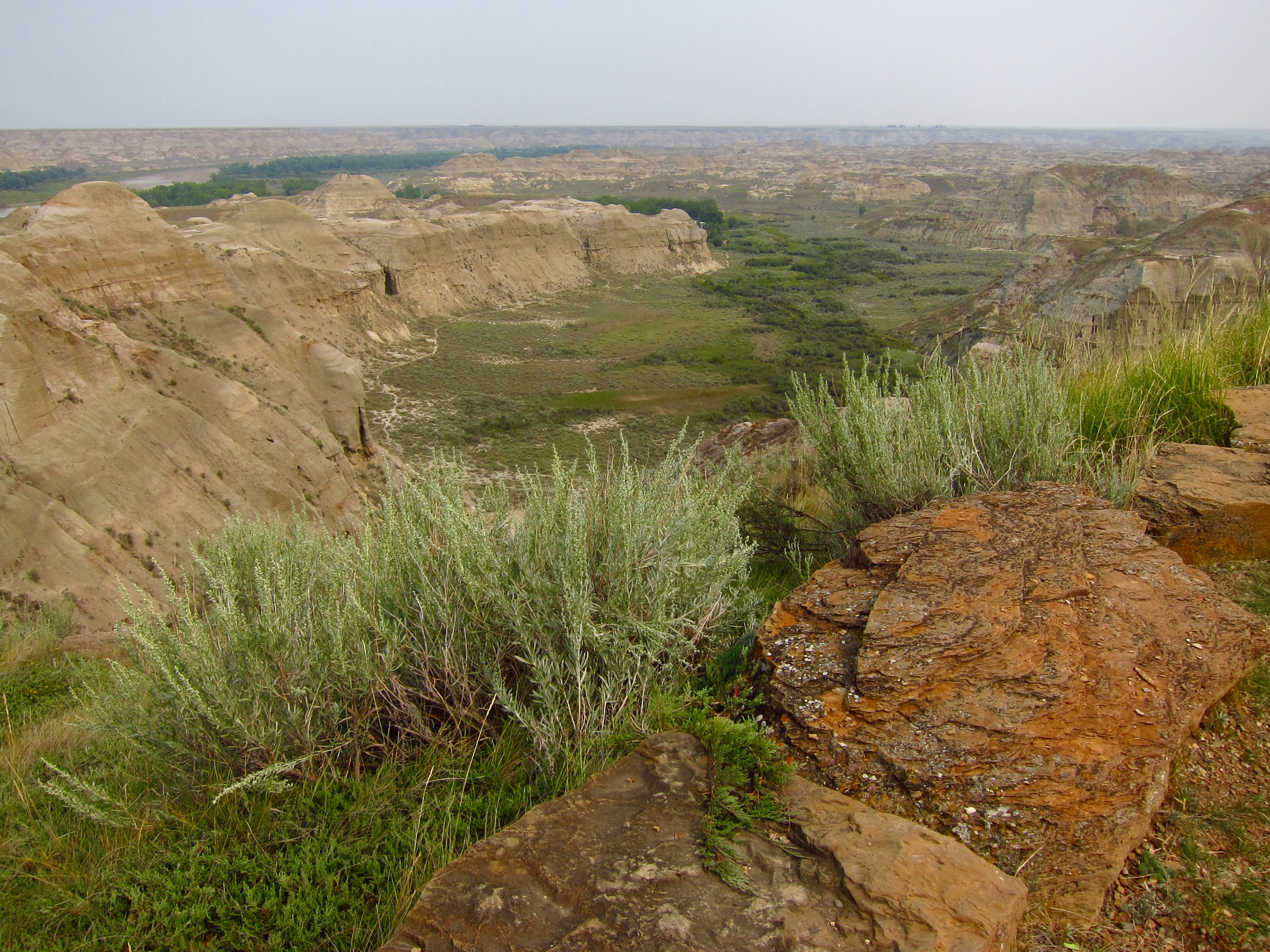
Công viên Khủng long tỉnh Alberta
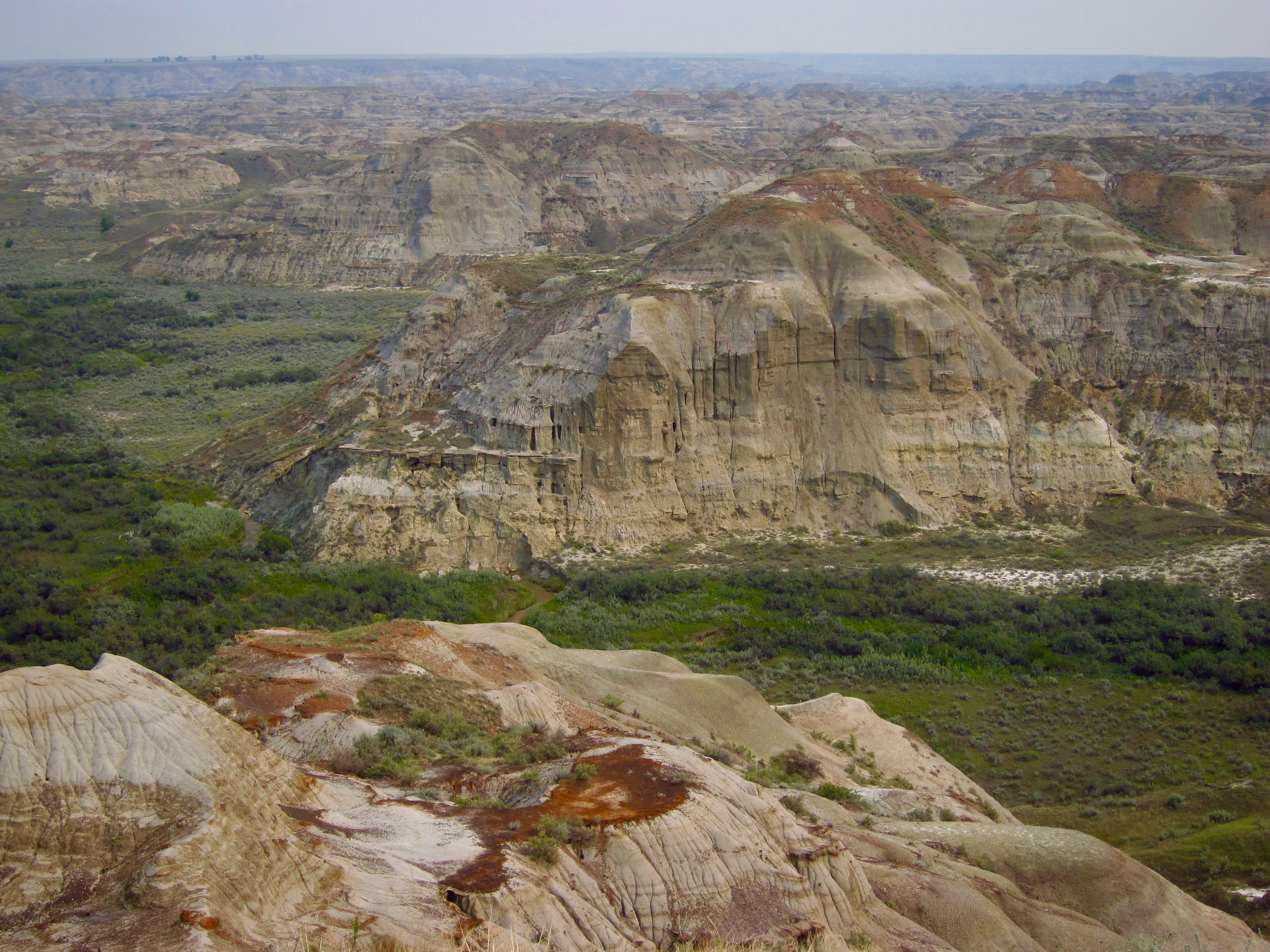
Công viên Khủng long tỉnh Alberta
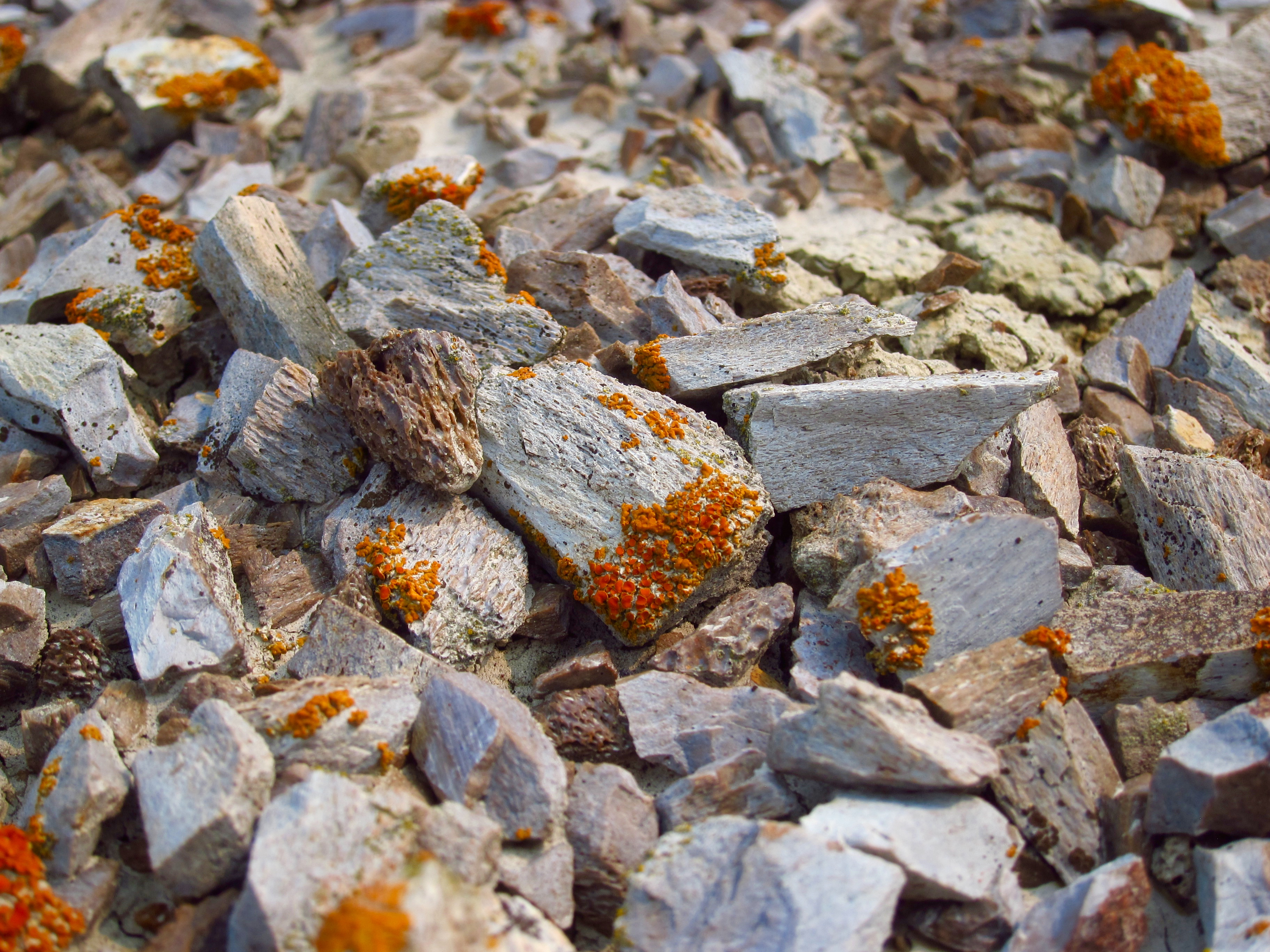
Công viên Khủng long tỉnh Alberta
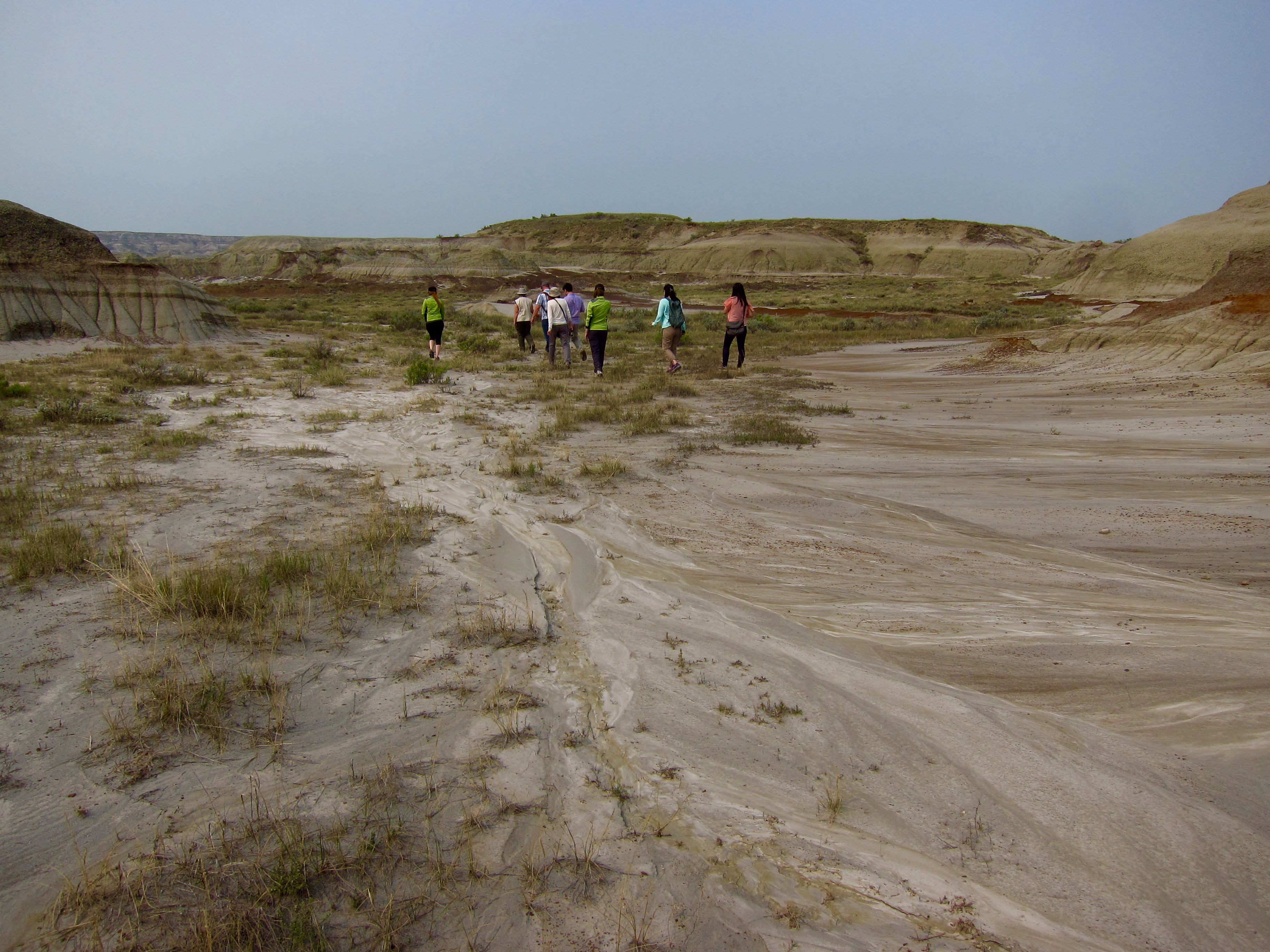
Công viên Khủng long tỉnh Alberta
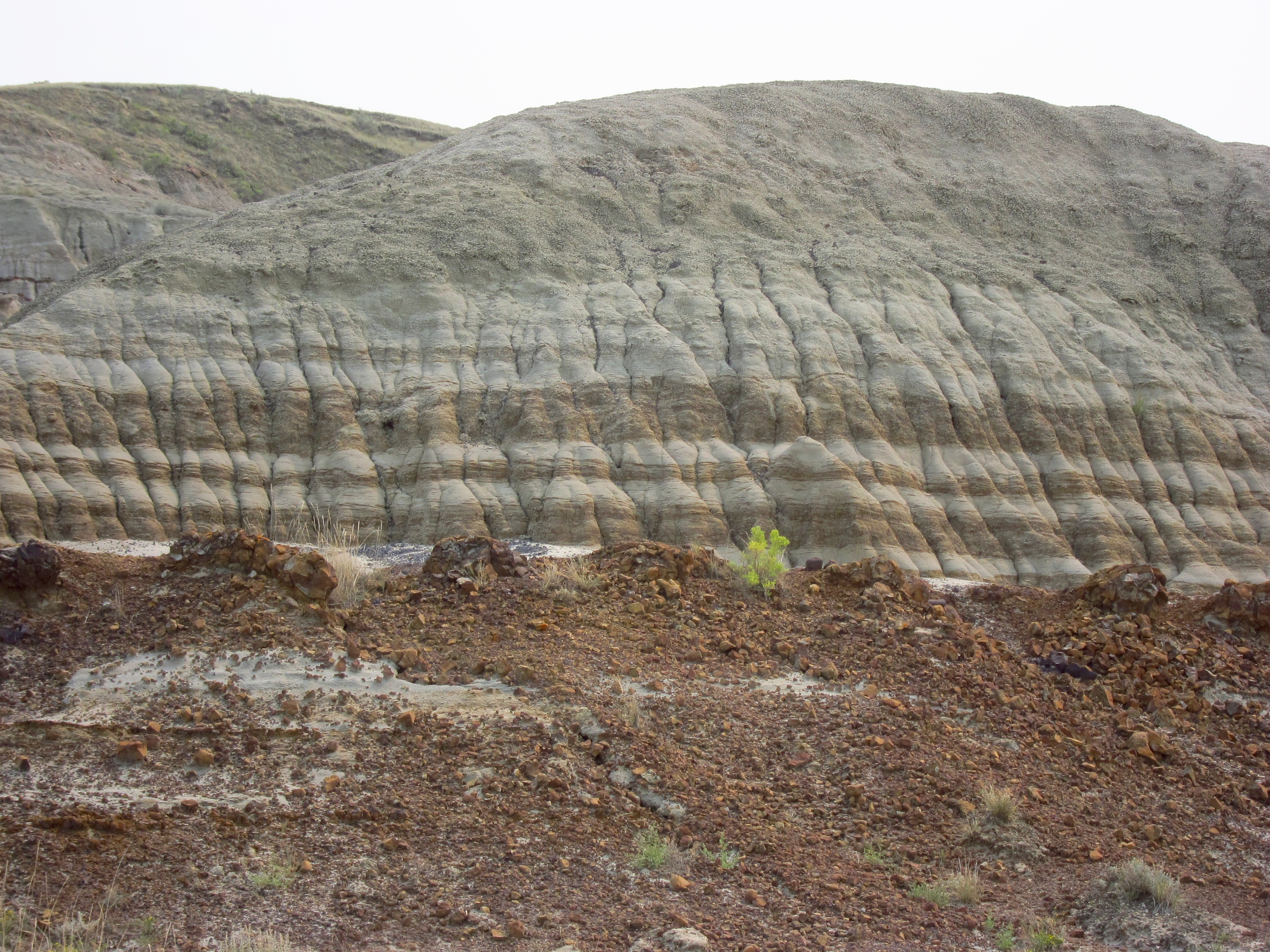
Công viên Khủng long tỉnh Alberta
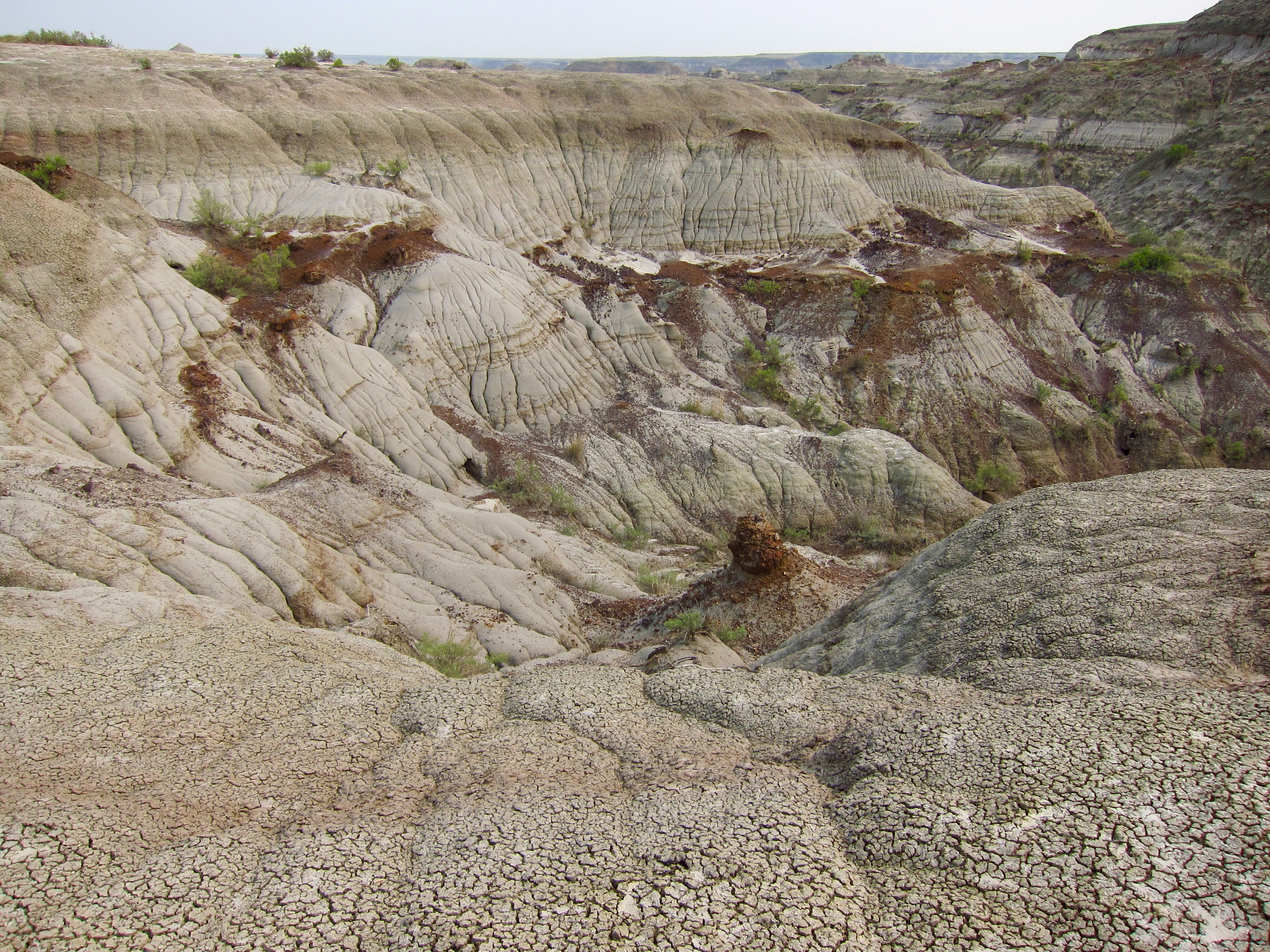
Công viên Khủng long tỉnh Alberta
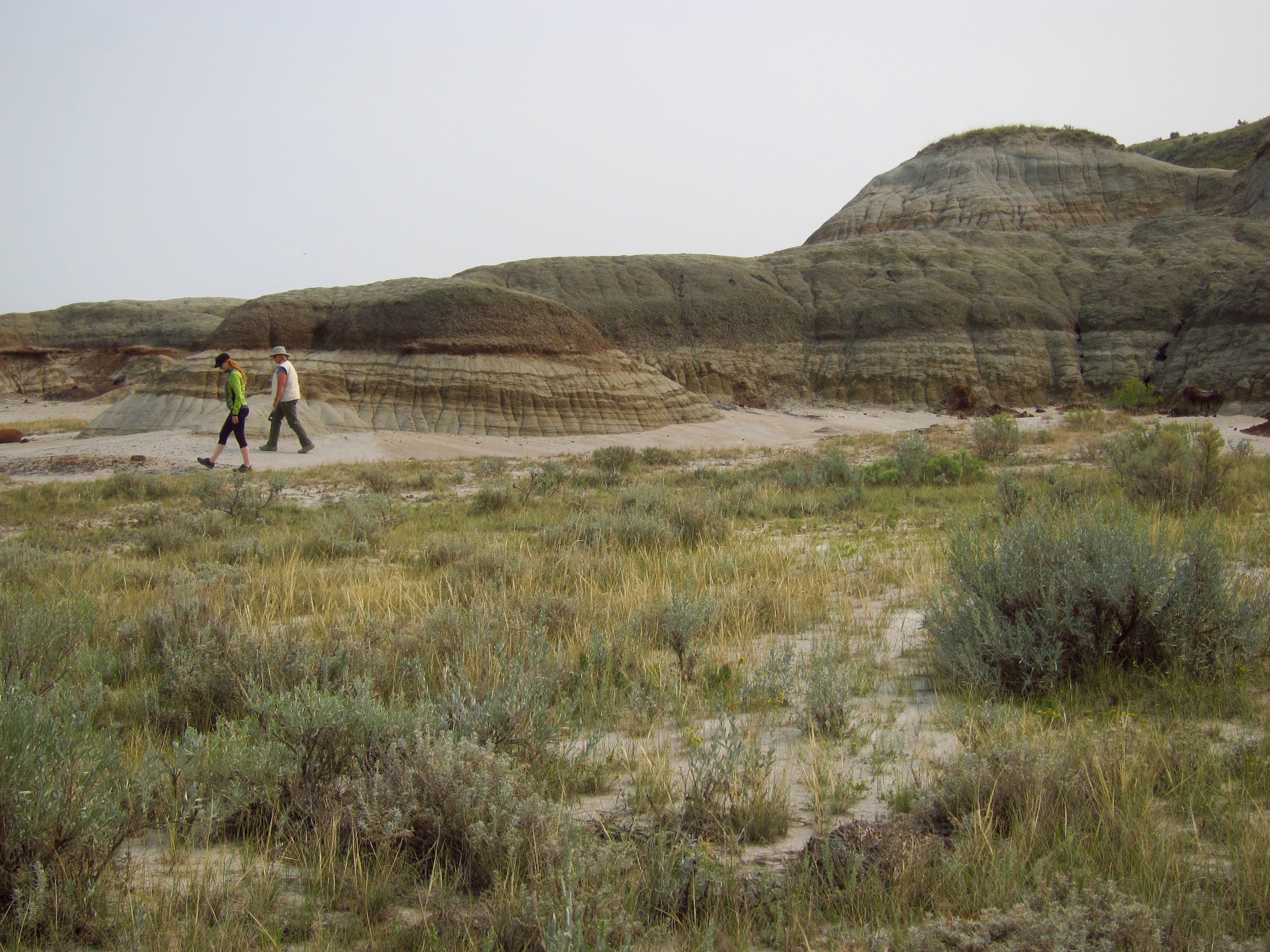
Công viên Khủng long tỉnh Alberta
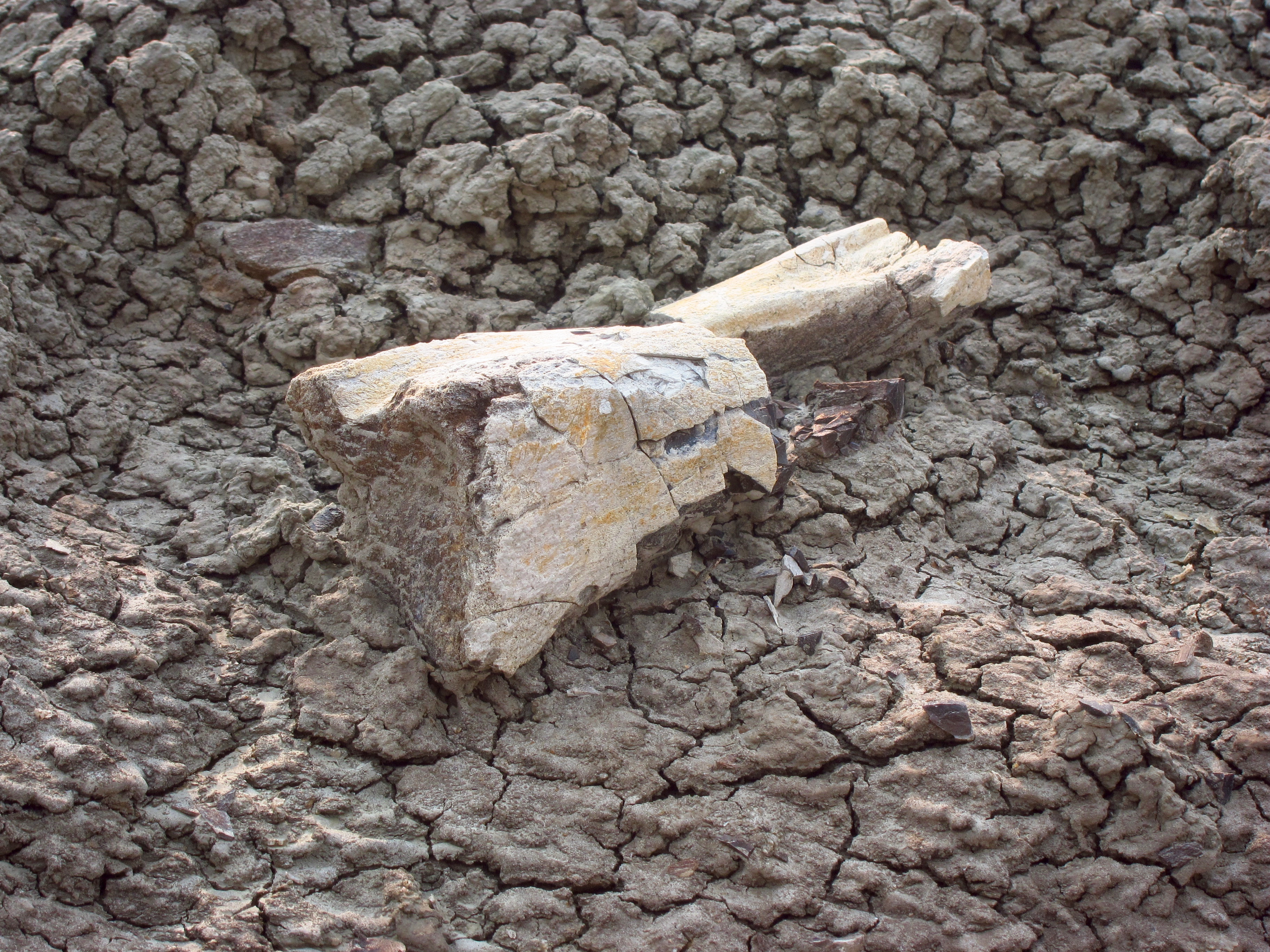
Công viên Khủng long tỉnh Alberta
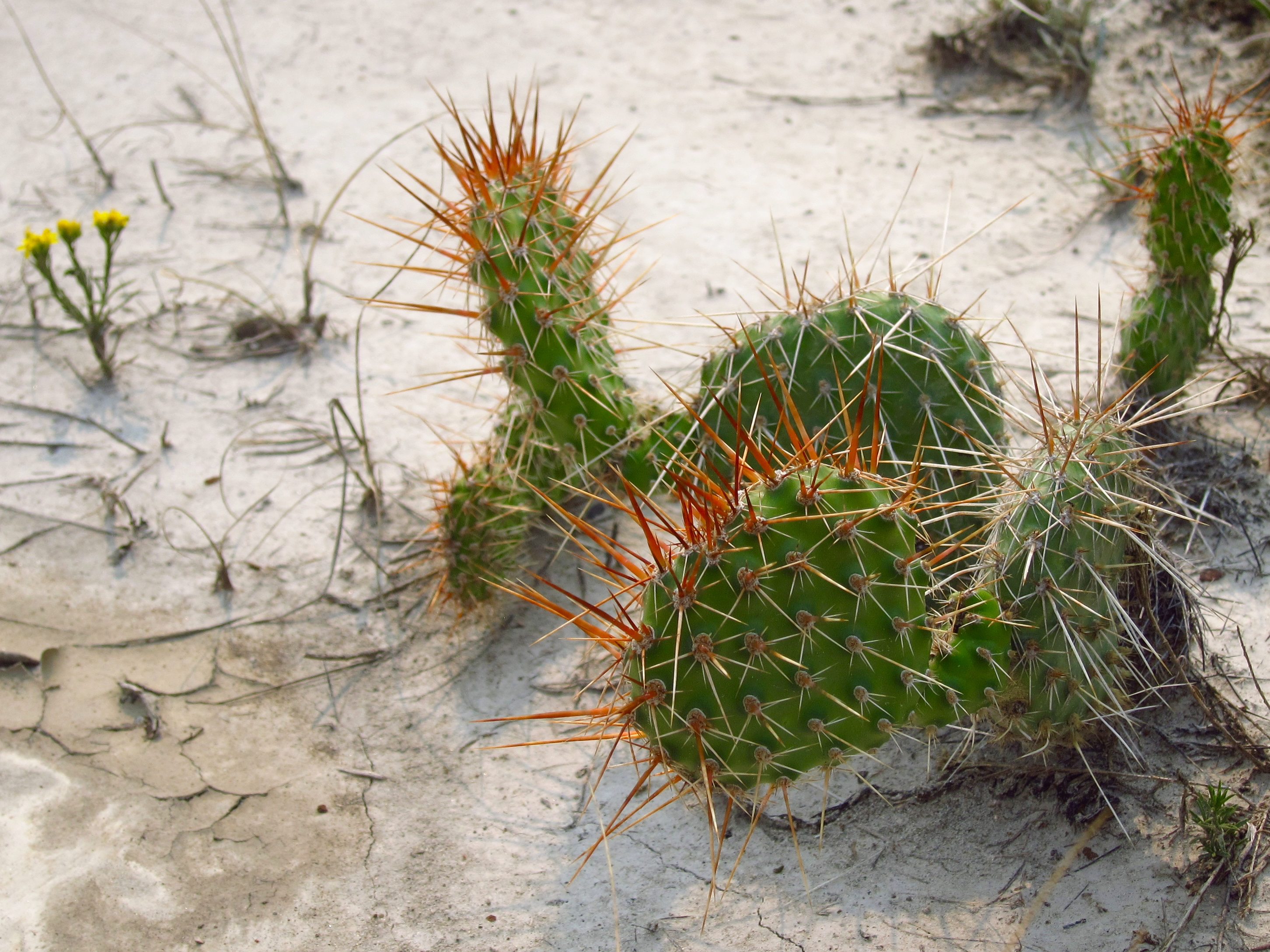
Công viên Khủng long tỉnh Alberta